# 拉勒米埃
拉勒米埃（法語：La Remuée，法語發音：[la ʁəmɥe]）是法国滨海塞纳省的一个市镇，属于勒阿弗尔区。

## 地理
拉勒米埃（49°31'40"N, 0°24'12"E）面积7.03 平方千米，位于法国诺曼底大区滨海塞纳省，该省份为法国北部沿海省份，其西部及北部濒大西洋英吉利海峡，东起顺时针与索姆省、瓦兹省、厄尔省和卡爾瓦多斯省接壤。
与拉勒米埃接壤的市镇（或旧市镇、城区）包括：拉塞尔朗格、梅拉马尔、圣罗曼-德科尔博斯克、三石村。

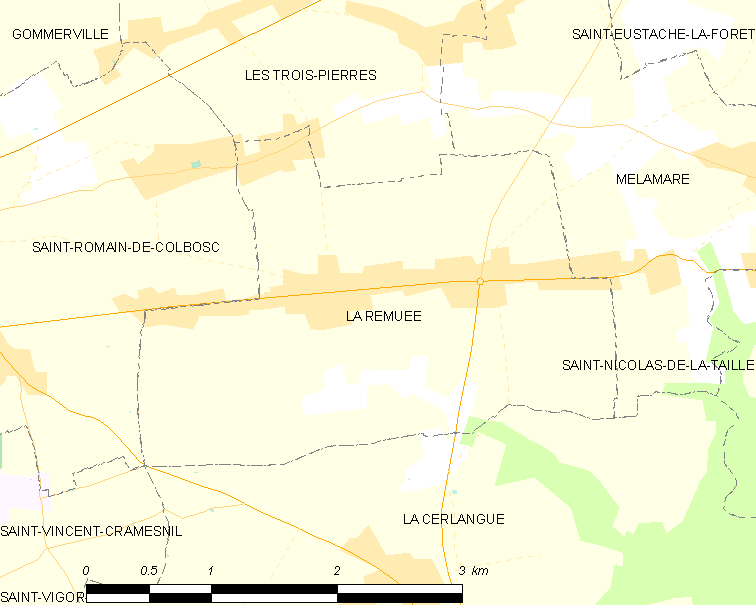
拉勒米埃的OSM定位图

拉勒米埃的时区为UTC+01:00、UTC+02:00（夏令时）。

## 行政
拉勒米埃的邮政编码为76430，INSEE市镇编码为76522。

## 政治
拉勒米埃所属的省级选区为圣罗曼-德科尔博斯克县。

## 人口

1962-2008年间拉勒米埃人口变化图示

拉勒米埃于2022年1月1日时的人口数量为1280人。